# Oswaldo León
Oswaldo Jesús León Montoya (ur. 15 czerwca 1999 w Santa Cruz de Juventino Rosas) – meksykański piłkarz występujący na pozycji środkowego obrońcy, od 2024 roku zawodnik kanadyjskiego York United.